# Споконвічне слово
Споконвічне слово — слово мови, що збереглося в першопочатковому лексичному значенні з давніх часів та входить в основу словникового запасу даної мови. Протилежністю споконвічним словами за походженням є запозичені слова.
Деякі діалектизми і професіоналізми можуть бути споконвічними словами для конкретного регіону.

## Споконвічні слова і поділ «своє-чуже»
У мові з розвиненими словозмінами і словотворчими засобами, наприклад, в українській, відчуття «своїх» і «чужих» слів не тільки часто не збігається з їхньою етимологією, а й створюються досить великі групи [слів], щодо яких не можна з достатньою впевненістю говорити як про запозичені.